# Szemtelennek áll a világ
A Szemtelennek áll a világ (eredeti címe: Opportunity Knocks) 1990-ben bemutatott amerikai filmvígjáték, amelyet Donald Petrie rendezett. A forgatókönyvet Mitchel Katlin és Nat Bernstein készítették. A főszerepben Dana Carvey. 1990. március 30-án mutatták be az Egyesült Államokban. Magyarországi megjelenési ideje nem ismert.

## Cselekmény
Eddie és Lou csalók egy félresült akciójuk után betörnek egy házba, hogy eltűnjenek Sal Nickles bandafőnök látóteréből. Mikor értesülnek róla, hogy a tulajdonos elutazott, és a kijelölt lakásra felügyelő férfi nincsen a házban, Eddie a felügyelő szerepébe bújik. Egy nap azonban a tulajdonos anyja otthon találja. Eddie eljátssza a szerepét, és hamarosan az anya férje munkát kínál neki a cégénél marketingvezető pozícióban.
Eddie megismerkedik az üzletember lányával, Annie-vel, akibe szerelmes lesz. Bár elhatározza, hogy jussát szeretné az apja pénzéből, ez a csalás is félremegy, mikor Annie  rájön, hogy becsapják, és szakít a férfival. Ezalatt Lou-t fogságul ejti a bandafőnök Nichols. Eddie Annie apja pénzéből váltja meg Lou-t, de közben csapdába csalja Nicholst. Nichols abban a hiszemben csap nyélbe egy üzletet, hogy a városi tisztviselő megbízásával le kell bontani egy épületet. Mikor az épületet a bontás részeként felrobbantják, Nicholst letartóztatják. 
Eddie felkeresi Annie-t, és bocsánatot kér tőle.

## Szereplők
| Szerep                | Színész            | Magyar hang     |
| --------------------- | ------------------ | --------------- |
| Eddie                 | Dana Carvey        | Forgács Péter   |
| Milt                  | Robert Loggia      | Tolnai Miklós   |
| Lou                   | Todd Graff         | Selmeczi Roland |
| Annie                 | Julia Campbell     | Huszárik Kata   |
| Max                   | Milo O'Shea        | Kristóf Tibor   |
| Sal                   | James Tolkan       | Barbinek Péter  |
| Mona                  | Doris Belack       | Fodor Zsóka     |
| Connie                | Sally Gracie       | Szabó Éva       |
| Pinkie                | Mike Bacarella     | Csuja Imre      |
| Harold Monroe         | John M. Watson Sr. | Pusztai Péter   |
| Bubbie                | Beatrice Fredman   |                 |
| férfi mosdó felügyelő | Thomas McElroy     |                 |
| japán üzletember      | Gene Honda         |                 |
| Williamson            | Del Close          |                 |
| Eddie titkárnője      | Lorna Raver        |                 |
| Milt titkárnője       | Judith Scott       |                 |
| bárénekesnő           | Michelle Johnston  |                 |

## Fogadtatás

### Kritikai visszhang
A Rotten Tomatoeson 11%-os minősítést ért el 9 értékelés alapján. Roger Ebert szerint: „[Carvey] egy kiváló színész, aki el tud adni egy igazi karaktert. Bárcsak a forgatókönyv egy kicsit jobban kibontotta volna ezt az oldalát, és a szokásos bűnügyi dolgoktól elvonatkoztatott volna.” David Nusair a Reel Film Reviewstól azt írta: „A Szemtelennek áll a világ végül egy szükségtelenül szentimentális (és érezhetően kitömött) harmadik felvonásba torkollik...”
A Metacriticen 55 pontot ért el a 100-ból 6 vélemény alapján. David Hinckley a New York Daily Newstól azt írta: „Hogy ez egy heti tévéműsorként fenntartható lesz-e, vagy inkább egy alkalmi, véletlenszerű 10 perces vacsorabeszélgetésként működne jobban, azt még nem tudjuk.” Brian Lowry a Varietytől azt írta: „Végeredményben ártalmatlan, de elég butácska, ami általában jellemzi Ashton Kutcher színész-producer legtöbb főműsoridős próbálkozását.” Robert Lloyd a Los Angeles Timestól azt írta: „A verseny lényege, hogy a családtagok egymásról szóló kérdésekre válaszolnak, hogy pénzt és díjakat nyerjenek, ami önmagában is elég egyszerű és szórakoztató. De ami miatt ilyen jól működik, meglepődve mondom, az a nagy trükk: az, hogy a műsort a versenyzők háza előtt rendezik meg.”

### Bevétel adatai
A Box Office Mojo szerint a film 11,3 millió dolláros bevételt ért el, a költségvetésről nincs adat.